# Alberto Mori
Alberto Mori (Como, 1909 – Pisa, 1993) è stato un geografo italiano.
Figlio di Assunto Mori, fu docente all'università di Cagliari dal 1947 al 1950 e successivamente in quella di Pisa. Esordì con Il mare  nei suoi aspetti economici (1940) per poi occuparsi prevalentemente di geografia economica di Messico ed Italia.
Pubblicò nel 1979 Pesaro, sullo studio delle Marche, e nel 1966 Sardegna, sull'omonima regione. Raccolse le sue opere in Scritti geografici (1984).